# Ledovec A-76

Antarktida
šelfový ledovec Filchnera-Ronneové

Ledovec A-76 je gigantická ledová kra, která se v roce 2021 odlomila od ledovcového šelfu Filchner-Ronneová ve Weddellově moři. 
Ledovec byl spatřen Britským antarktickým průzkumem a potvrzen americkým Národním ledovým střediskem pomocí snímků programu Copernicus.Podle záběrů pořízených vesmírnou družicí Sentinel-1 v rámci programu Copernicus měří 170 kilometrů na délku, 25 kilometrů na šířku a jeho rozloha je 4320 kilometrů čtverečních. Což z něj dělá největší ledovec na světě. Je tedy větší než dosud největší ledovec A-23A, který má rozlohu asi 3880 kilometrů čtverečních.